# Henning von Borcke
Henning von Borcke (* 19. Mai 1885 in Berlin; † 24. Juni 1939 in Wiesbaden) war ein deutscher Regierungsdirektor und Landrat.

## Leben
Nach Ende seiner schulischen und universitären Ausbildung, von der nicht bekannt ist wann er sie beendet hatte, wurde er von Januar bis Juli 1917 als Landrat des Landkreises Wittlich eingesetzt. Ab 1922 war er als Regierungsassessor bei der Regierung Stettin tätig, bevor er zur Regierung Wiesbaden wechselte, zuletzt in der Funktion als Regierungsdirektor.